# Burgwall Wildberg (Temnitztal)

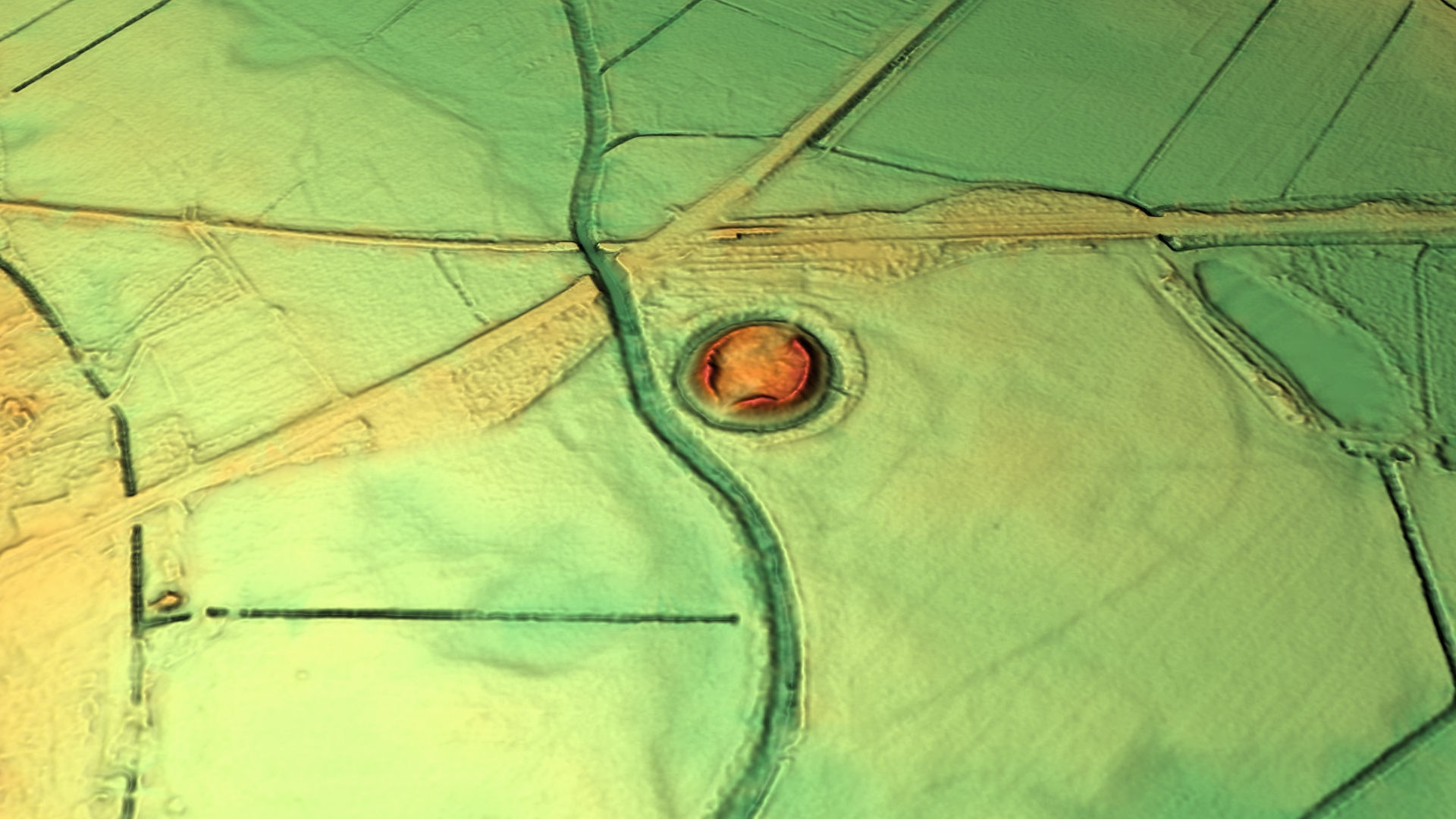
3D-Ansicht des digitalen Geländemodells

Bei dem Burgwall bei Wildberg, einem Ortsteil der Gemeinde Temnitztal im Landkreis Ostprignitz-Ruppin, handelt es sich um den Burgstall einer slawischen Niederungsburg, einen slawischen Burgwall. 
Das Bodendenkmal liegt nordöstlich des Ortes an der Temnitz. Der Burgwall hat eine ovale Gestalt von guten 100 Meter Durchmesser und ist heute bewaldet. Nach Funden zu urteilen entstand der Burgwall bereits in der altslawischen Zeit des 7. bis 9. Jahrhunderts.